# Салюта на монетах Древнего Рима
Салюта (лат. Salus) — в древнеримской мифологии богиня здоровья, общественного блага (Saluta publica, Saluta populi Romani) и благополучия императора (Saluta Augusti). Часто встречается на монетах Древнего Рима в виде сидящей на троне или стоящей женской фигуры со змеёй в качестве атрибута.
Салюта чеканилась на ауреусах Траяна, Антонина Пия, Марка Аврелия, Луция Вера, Элагабала.